# Sejm repninowski

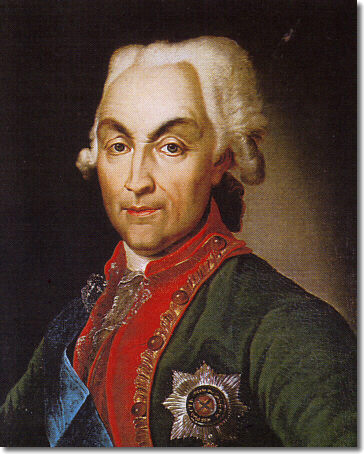
Nikołaj Repnin

Sejm repninowski, sejm nadzwyczajny delegacyjny (1767–1768) – sejm skonfederowany, zawiązany pod węzłem konfederacji radomskiej, zajął się rewizją reform dokonanych przez sejm konwokacyjny w 1764.

## Opis
Poseł rosyjski Nikołaj Repnin polecił oddziałom wojsk rosyjskich Piotra Kreczetnikowa otoczyć miejsca obrad sejmików, tak by wybrani zostali kandydaci wskazani przez Rosjan, wyposażeni w instrukcje poselskie domagające się zawarcia traktatu gwarancyjnego z Rosją, równouprawnienia innowierców i przywrócenia swobód szlacheckich. Konfederacja radomska podjęła uchwałę uznającą wojska rosyjskie stacjonujące w Rzeczypospolitej za posiłkowe i prawdziwie Narodowi pomocne. Na sejmikach w Proszowicach i Oświęcimiu przedstawiciel rosyjski Osip Igelström kupował głosy drobnej szlachty.
W załączniku do depeszy z 2 października 1767 do prezydenta Kolegium Spraw Zagranicznych Imperium Rosyjskiego Nikity Panina, poseł rosyjski Nikołaj Repnin stwierdził, że 134 posłów jest właściwych poprzeć rosyjskie plany na sejmie, 58 jest wątpliwych, a 44 jest im wrogich.
Sejm repninowski odbył się w latach 1767–1768 w Warszawie jako sejm delegacyjny, w asyście oddziałów wojsk rosyjskich, które otoczyły miasto. Pierwsza sesja miała miejsce 5 października 1767. Po bezprecedensowym porwaniu przez Nikołaja Repnina przywódców konfederacji radomskiej – biskupa krakowskiego Kajetana Sołtyka, biskupa kijowskiego Józefa Andrzeja Załuskiego, hetmana polnego koronnego Wacława Rzewuskiego i jego syna Seweryna (przebywali na zesłaniu w Kałudze przez 5 lat) – sterroryzowany sejm doprowadził do równouprawnienia dysydentów.
Sejm wyłonił 71-osobową delegację, której udzielił pełnomocnictw do pertraktowania z posłem rosyjskim. W rzeczywistości lista jej członków była uprzednio przygotowana w kancelarii Nikołaja Repnina, który przejął kontrolę nad negocjacjami.
26 lutego 1768 uchwalono na nim prawa kardynalne, potwierdzające dotychczasowe przywileje ustrojowe szlachty w Rzeczypospolitej. Sejm wprowadził też pewne reformy: szlachcic za zabójstwo chłopa miał być karany nie grzywną zwaną główszczyzną, jak dotychczas, lecz „utratą własnej głowy swojej", zniesiono liberum veto na sejmikach szlacheckich, ograniczono je w Sejmie do materii status, uruchomiono mennicę, zgłoszono zamiar równouprawnienia innowierców i ograniczenia przywilejów kleru.
Gwarantką tych postanowień została cesarzowa Rosji Katarzyna II i od tego czasu Rzeczpospolita stała się de iure protektoratem Rosji.
Protest Józefa Wybickiego przeciw wszystkim aktom tego sejmu uznawany jest za jedną z ostatnich pozytywnych prób zastosowania liberum veto.